# Тофт Хансен, Хенрик
Хенрик Тофт Хансен (дат. Henrik Toft Hansen; род. 18 декабря 1986 года, Скиве) — датский гандболист, выступающий за французский клуб «Пари Сен-Жермен» и сборную Дании. Олимпийский чемпион 2016 года, чемпион мира 2019 года и чемпион Европы 2012 года.

## Карьера
Клубная

Хенрик Тофт Хансен играл в датских клубах «Морс-Ти», «Ольборг», «Копенгаген», «Бьеррингбро-Силькеборг». В 2013 году Хенрик Тофт Хансен перешёл в немецкий клуб Гамбург. В 2015 году Хенрик Тофт Хансен перешёл в Фленсбург-Хандевитт.

В сборной

Хенрик Тофт Хансен выступает за сборную Дании. За сборную Дании Хенрик Тофт Хансен сыграл 77 матча и забил 144 гола

## Награды
- Чемпион летних Олимпийских игр: 2016
- Чемпион Германии: 2018

## Статистика
Статистика Хенрика Тофт Хансена в сезоне 2017/18 представлена на 5.6.2018
| Сезон          | Клуб                | Лига       | Матчи | Голы | 7-метр | Голы |
| -------------- | ------------------- | ---------- | ----- | ---- | ------ | ---- |
| 2013/14        | Гамбург             | Бундеслига | 34    | 39   | 0      | 39   |
| 2014/15        | Гамбург             | Бундеслига | 31    | 94   | 0      | 94   |
| 2015/16        | Фленсбург-Хандевитт | Бундеслига | 32    | 52   | 0      | 52   |
| 2016/17        | Фленсбург-Хандевитт | Бундеслига | 31    | 60   | 0      | 60   |
| 2017/18        | Фленсбург-Хандевитт | Бундеслига | 30    | 64   | 0      | 64   |
| 2013 — по н.в. | Итого               | Бундеслига | 158   | 309  | 0      | 309  |